# セイヨウカノコソウ
セイヨウカノコソウ (Valeriana officinalis) は、オミナエシ科カノコソウ属の多年生植物。英名はヴァレリアン (Valerian)。纈草（けっそう）または吉草（きっそう）ともいう。ヨーロッパ原産。
根や茎を不眠症や精神高揚等に効果がある薬草として用いる。ドイツでは不眠症、精神不安への使用を承認している。日本では非医薬品に分類される。古くから薬草として利用され、中世では修道院の薬草園で盛んに栽培された。

## 成分
成分に吉草酸が含まれる。他にテルペン類、揮発油成分、アルカロイドが含まれる。それらの成分を含む根茎と根を、ヨーロッパでは「ワレリアナ根」と呼ぶ。精油の含量はカノコソウよりも少ない。

## 薬効
サプリメントとしては「バレリアン」と呼ばれる。経口摂取すると不眠症に有効とされ、他に睡眠導入や不安、ストレスにも有効とされ、欧米では広く用いられている一方、過剰摂取による副作用や、長期服用による習慣性や副作用発現も報告されている。
ドイツでは不眠症や不安に用いられており、睡眠の質を改善するとも言われている。しかし効果にバラつきがあり、即効性もなく発現まで長期間を要する場合があるが、用量用法を守れば安全で継続的な効果が得られるとしている。欧州では伝統生薬製剤の欧州指令に従い医薬品ともなっている。

### 副作用
眠気、歩行障害、低体温、筋弛緩、痙攣、疲労、頭痛、動悸、麻痺、肝障害、習慣性などが報告されている。医薬品との併用については、特に明確な作用、副作用は報告されていない。
バレリアンの成分は肝臓で分解される為、肝機能不全の患者に用いてはならない。ナイアシン、ニコチン酸、ニコチン酸アミドと併用する事で肝毒性が高まるとされているため、避けることが望ましい。
妊娠中は流産の恐れがあるため使用はしてはならない。妊娠、授乳中の安全性については充分なデータが得られていない。